# Courtauld Institute of Art
Het Courtauld Institute of Art is een zelfstandig college behorende tot de Universiteit van Londen, gespecialiseerd in de studierichting kunstgeschiedenis. Het instituut wordt algemeen beschouwd als een van de topinstituten in de wereld met betrekking tot de studie kunstgeschiedenis. Het Courtauld Institute werd het beste bevonden op het gebied van de studie van 'History and History of Art' in Groot-Brittannië door de Guardian University Guide van 2011, met een hogere score dan de universiteiten van Cambridge en Oxford. De Courtauld wordt nog steeds als beste universiteit aangehaald op het gebied van 'History and History of Art', en zoals in voorgaande jaren als zodanig ook weer vermeld in "The Guardian’s 2017 University Guide".
Vrijwel alle directeuren van de grote musea in Engeland en Amerika hebben aan de Courtauld gestudeerd, dit terwijl de universiteit zeer selectief is en jaarlijks slechts weinig studenten toelaat. Door het onevenredig aantal succesvolle alumni, hebben zij als bijnaam gekregen: "de Courtauld Mafia". Ook enkele Nederlandse kunsthistorici, zoals Katharine Fremantle en Willem Jan Hoogsteder, studeerden aan het instituut.
Het instituut bevindt zich in Somerset House aan de Strand in Londen. Tot het instituut behoort de prestigieuze Courtauld Gallery.